# Marathon masculin aux championnats du monde d'athlétisme 1995
Navigation
Stuttgart 1993 Athènes 1997
L'épreuve du marathon masculin des championnats du monde d'athlétisme 1995 s'est déroulée le 12 août 1995 dans les rues de Göteborg en Suède, avec une arrivée à l'Ullevi Stadion. Elle est remportée par l'Espagnol Martín Fiz.

## Résultats
| Rang               | Athlète                 | Pays        | Temps           | Notes |
| ------------------ | ----------------------- | ----------- | --------------- | ----- |
| Médaille d'or      | Martín Fiz              | Espagne     | 2 h 11 min 41 s |       |
| Médaille d'argent  | Dionicio Cerón          | Mexique     | 2 h 12 min 13 s |       |
| Médaille de bronze | Luíz Antônio dos Santos | Brésil      | 2 h 12 min 49 s |       |
| 4                  | Peter Whitehead         | Royaume-Uni | 2 h 14 min 08 s |       |
| 5                  | Alberto Juzdado         | Espagne     | 2 h 15 min 29 s |       |
| 6                  | Diego García            | Espagne     | 2 h 15 min 34 s |       |
| 7                  | Richard Nerurkar        | Royaume-Uni | 2 h 15 min 47 s |       |
| 8                  | Steve Moneghetti        | Australie   | 2 h 16 min 13 s |       |
| 9                  | Andrés Espinosa         | Mexique     | 2 h 16 min 44 s |       |
| 10                 | Steve Plasencia         | États-Unis  | 2 h 16 min 56 s |       |
| 11                 | Bruce Deacon            | Canada      | 2 h 16 min 58 s |       |
| 12                 | Yuji Nakamura (en)      | Japon       | 2 h 17 min 30 s |       |
| 13                 | Oleg Strizhakov         | Russie      | 2 h 17 min 50 s |       |
| 14                 | Konrad Dobler           | Allemagne   | 2 h 18 min 09 s |       |
| 15                 | Isidro Rico             | Mexique     | 2 h 18 min 29 s |       |
| 16                 | Ikaji Salum             | Tanzanie    | 2 h 18 min 39 s |       |
| 17                 | Daisuke Tokunaga        | Japon       | 2 h 19 min 53 s |       |
| 18                 | Erick Wainaina          | Kenya       | 2 h 19 min 53 s |       |
| 19                 | Terje Ness              | Norvège     | 2 h 20 min 06 s |       |
| 20                 | Abdelillah Zerdal       | Maroc       | 2 h 20 min 10 s |       |

## Légende
Records et Performances
- AR : Record continental (area record)
- CR : Record des championnats (championship record)
- MR : Record du meeting (meet record)
- NR : Record national (national record)
- OR : Record olympique (olympic record)
- PR : Record paralympique (paralympic record)
- PB : Record personnel (personal best)
- SB : Meilleure performance personnelle de la saison (season's best)
- WL : Meilleure performance mondiale de l'année (world leader)
- WJR : Record du monde junior (world junior record)
- WR : Record du monde (world record)

Circonstances et Conditions
- DNF : N'a pas terminé (did not finish)
- DNS : N'a pas pris le départ (did not start)
- DQ : Disqualification (disqualification)
- NM : Aucun essai valable enregistré (No Mark)
- Q : Qualifié « directement » au prochain tour (ou à la prochaine compétition), lors d'une compétition majeure, grâce au classement ou à la réalisation des minima (automatic qualifier)
- q : Qualifié au prochain tour (ou à la prochaine compétition), lors d'une compétition majeure, grâce au repêchage ou à la réalisation de l'une des meilleures performances parmi celles des « non qualifiés directement » (grâce au meilleur temps ou à la meilleure distance par exemple) (secondary qualifier)